# Plymouth (Utah)
Plymouth és una població dels Estats Units a l'estat de Utah. Segons el cens del 2000 tenia 328 habitants.

## Demografia
Segons el cens del 2000, Plymouth tenia 328 habitants, 105 habitatges, i 89 famílies. La densitat de població era de 234,5 habitants per km².
Dels 105 habitatges en un 51,4% hi vivien nens de menys de 18 anys, en un 70,5% hi vivien parelles casades, en un 10,5% dones solteres, i en un 15,2% no eren unitats familiars. En el 15,2% dels habitatges hi vivien persones soles el 7,6% de les quals corresponia a persones de 65 anys o més que vivien soles. El nombre mitjà de persones vivint en cada habitatge era de 3,12 i el nombre mitjà de persones que vivien en cada família era de 3,45.
Per edats la població es repartia de la següent manera: un 36% tenia menys de 18 anys, un 12,8% entre 18 i 24, un 24,1% entre 25 i 44, un 18,3% de 45 a 60 i un 8,8% 65 anys o més.
L'edat mediana era de 27 anys. Per cada 100 dones de 18 o més anys hi havia 85,8 homes.
La renda mediana per habitatge era de 41.250 $ i la renda mediana per família de 48.750 $. Els homes tenien una renda mediana de 39.250 $ mentre que les dones 16.607 $. La renda per capita de la població era de 15.377 $. Entorn del 7,1% de les famílies i el 9% de la població estaven per davall del llindar de pobresa.

## Poblacions més properes
El següent diagrama mostra les poblacions més properes.